# Одесская агломерация
Одесская агломерация (укр. Одеська агломерація; также «Большая Одесса», укр. Велика Одеса) — агломерация (надгородское образование), включающая в себя Одессу со всеми её пригородами. Тянется вдоль Чёрного моря на 120 км. Население агломерации — 1 360 000 чел. (2018 год).
17 июля 2020 года в результате проведения административно-территориальной реформы на Украине на территории Одесской агломерации был образован Одесский район Одесской области. В его состав вошли территории ликвидированных Беляевского, Овидиопольского и Лиманского районов.
Значительную роль в устойчивом развитии Одесской агломерации сыграли малые города, крупнейший из которых — Ильичевск (соврем. Черноморск) получил статус города в 1973 году и имеет население около 70 тыс. чел. В постсоветский период страдает от депопуляционных процессов, связанных с деиндустриализацией, естественной убылью населения и замедлением миграционного прироста, хотя по этому показателю Одесса традиционно остаётся одним из лидеров Украины. Пик развития агломерации пришёлся на конец советского периода, когда основой экономического процветания агломерации было морское дело и транспортно-логистическое хозяйство, востребованное и сейчас.
Одесская агломерация является моноцентрической — сформированной вокруг одного крупного города, который значительно больше по размерам окружающих его городов.
Одесская агломерация — одна из немногих на Украине, которая имеет программные документы своего социально-экономического развития. Для неё разработан и утвержден областным советом (28.08.2011 года) «Стратегический план повышения конкурентоспособности и экономического развития Одесского субрегиона».

## История формирования
Одесская агломерация — исторически первая агломерация, целиком расположенная в пределах современной Украины. Предпосылки к формированию агломерации здесь обозначились ещё в XIX веке. Всего лишь в течение ста лет с момента своего основания в 1795 году Одесса испытала необычайно бурный рост и концу XIX века превратилась в третий по величине город России (после Санкт-Петербурга и Москвы, наравне с Ригой) и второй по грузообороту порт Российской империи. В то же время южный, полуаграрный характер Одесской глубинки, а также морские границы не позволили городу стать полноценной высокоразвитой агломерацией даже в период бурной индустриализации советского периода, когда население города росло наиболее быстрыми темпами. К примеру, в конце советского периода Полян П. М. (1988) классифицировал Одесскую агломерацию как «крайне слаборазвитую», поставив её в один ряд с агломерациями таких городов как Гомель, Таллин, Душанбе, Бишкек, Фергана—Маргилан. Таким образом, Одесса в этом ряду была единственным советским городом-миллионеров, который не смог сформировать полноценную агломерацию. Для сравнения, к «наиболее развитым агломерациям» УССР относит полицентрическую агломерацию Донбасса Донецк—Макеевка—Горловка, в которой, в отличие от Киевской, менее выражена гипертрофия центра, а также Луганскую агломерацию. В период после получения независимости Одесская агломерация, как практически все остальные агломерации Украины, страдает от сильной депопуляции, которая лишь отчасти компенсируется миграционным притоком населения. К началу XXI века по количеству наличного населения Одесская агломерация опустилась до 465—ого места в мире.

## Состав
Состав:
- Города (1 130 300 чел.)[8][9]:
  - Одесса
  - Черноморск
  - Южный
  - Теплодар
  - Беляевка
- Pайоны:
  - ликвидированный Овидиопольский район (полностью)
  - ликвидированный Беляевский район (городские поселения)
  - ликвидированный Лиманский район (пгт Черноморское, пгт Новые Беляры)
- Посёлки (54 600 чел.):
  - Овидиополь
  - Великодолинское (ликвидированный Овидиопольский район Одесской области)
  - Таирово (ликвидированный Овидиопольский район Одесской области)
  - Авангард[10] (ликвидированный Овидиопольский район Одесской области)
  - Александровка (Черноморский горсовет)
  - Хлебодарское (ликвидированный Беляевский район Одесской области)
  - Черноморское (ликвидированный Лиманский район Одесской области)
  - Доброслав (ликвидированный Лиманский район Одесской области)
  - Новые Беляры (ликвидированный Лиманский район Одесской области)
- сёла (165 400 чел.)

## Экономика
Экономическая специализация: транспорт, машиностроение (в том числе станкостроение), химическая, нефтеперерабатывающая, пищевая промышленность, туризм.